# Église réformée de France
Pour les articles homonymes, voir ERF.
 (avril 2024).
L'Église réformée de France (ERF) a été la principale Église protestante historique en France. Créée par un rassemblement d'Églises protestantes en 1938, l'Église réformée de France s'unit en 2013 avec l'Église évangélique luthérienne de France pour former l'Église protestante unie de France.

## Présentation
L'ERF était membre de la Fédération protestante de France, de la Communion mondiale d'Églises réformées, du Conseil œcuménique des Églises, de la Conférence des Églises protestantes des pays latins d'Europe, de la Cevaa — Communauté d'Églises en Mission, de la Conférence des Églises européennes et de la Communion d'Églises protestantes en Europe. Elle comptait environ 300 000 membres, répartis de manière très inégale sur presque tout le territoire métropolitain (à l'exception de l'Alsace-Moselle et du Pays de Montbéliard). Elle était constituée d'environ 400 églises locales, regroupées en 50 consistoires et huit régions.

## Historique
Apparues dès la Réforme du XVIe siècle, les Églises réformées s'organisèrent dans une semi-clandestinité : premier synode national en 1559, confession de foi dite de La Rochelle en 1571. Reconnues et limitées par l'édit de Nantes en 1598, leur dernier synode officiel fut réuni en 1659. Elles sont officiellement supprimées par l'édit de Fontainebleau révoquant celui de Nantes en 1685.
L'édit de tolérance de Versailles (1787) promulgué par le roi Louis XVI, donne un état civil aux protestants mais maintient l'interdiction du culte public. La liberté de culte est permise à la Révolution française, par l'article 10 de la Déclaration des droits de l'homme et du citoyen de 1789. Les Églises réformées sont de nouveau interdites sous la Terreur. Elles sont organisées en 1802 par les articles organiques (18 germinal an X), qui organise le régime concordataire voulu par Napoléon Bonaparte. Pourtant, les articles organiques n'autorisent qu'une organisation locale et provincial, plus nationale. Le principe de l’élection populaire disparaît, les intérêts religieux sont confiés aux plus imposés au rôle des contributions directes, l’égalité entre les ministres du culte n’existe plus, le plus âgé des pasteurs est appelé à la présidence du consistoire, devenu une création purement arbitraire.
En 1848, pendant la Deuxième République, les protestants organisent un synode général sans l'autorisation du gouvernement pour réformer la loi de germinal. Sous Napoléon III, le décret du 26 mars 1852 rétablit le suffrage paroissial et créé un Conseil central des Églises réformées. Les membres, nommés d'abord par le gouvernement, sont ensuite élus par les consistoires.
Au début de la Troisième République, le 6 juin 1872, le temple protestant du Saint-Esprit de Paris accueille le synode général des Églises réformées de France, présidé par le ministre protestant François Guizot. C'est le premier synode national autorisé officiellement depuis 1659. Il révèle une fracture entre les protestants libéraux "progressistes" et les « évangéliques », ou « orthodoxes », plus conservateurs et proches du Réveil protestant. Le crédit réservé aux créations d’églises nouvelles est supprimé par la loi de finances du 23 décembre 1880, et le développement est ensuite assuré par la Société centrale d’évangélisation, qui fonde des églises rattachées de manière officieuse à l’Église réformée reconnue par l’État.
Lors de la séparation des Églises et de l'État en 1905, l'Église réformée de France reconnue par l’État comprend 101 consistoires dont dépendent 534 paroisses. Pour les desservir existent 639 places de pasteurs. L’Union des églises évangéliques libres de France comprend 61 paroisses, desservies par 64 pasteurs ou évangélistes. L’Église évangélique méthodiste compte 26 églises, desservies par 29 pasteurs. Les Églises baptistes comptent 24 églises. La Fédération protestante de France (FPF), association non-cultuelle loi de 1901, est fondée en 1905 pour représenter toutes les institutions, associations et Églises protestantes.
Les Églises protestantes se rassemblent ensuite en quatre Unions nationales : les Églises réformées évangéliques (de tradition « orthodoxe »), les Églises réformées unies (de tradition « libérale »), les Églises évangéliques libres et l'Église méthodiste. La plupart rejoignent en 1938 l’Église réformée de France, association cultuelle loi de 1905, qui adhère à la FPF.
En 2013, à l'issue d'un processus commencé en 2007 et marqué par des synodes communs luthéro-réformés, l'Église réformée de France et l'Église évangélique luthérienne de France fusionnent dans l'Église protestante unie de France.

## Fonctionnement
Elle est dirigée, selon le système presbytérien synodal, par un synode national annuel, constitué principalement de représentants des huit régions (à parité pasteurs - laïcs), le dernier président de son conseil national (élu par le Synode pour trois ans) a été le pasteur Laurent Schlumberger, qui est devenu, le 11 mai 2013, le premier président de l'Église Protestante Unie de France.
Elle forme ses pasteurs et ministres dans l'Institut protestant de théologie, constitué des facultés de théologie protestante de Paris et de Montpellier. En 2007, 30 % des pasteurs de l'Église réformée sont des femmes. Elle anime un service de formation à distance pour les laïcs : Théovie.
Elle soutient l'action du Service protestant de mission, le Défap, qui entretient le lien de solidarité et de mission commune avec d'autres Églises, notamment africaines et océaniennes, principalement issues de l'ancienne Société des missions évangéliques de Paris.

## Logo
Le logo officiel des anciennes Églises réformées représentait le « buisson ardent » d'où Dieu parle à Moïse (Livre de l'Exode », chapitre 3, verset 2). Le logo de l'ERF, adopté en 2000, a stylisé le buisson par l'adjonction d'une croix huguenote.

## Archives
Les archives de l'Église réformée de France sont conservées aux Archives nationales sous la cote 107 AS.